# Claviscopulia
Claviscopulia is een monotypisch geslacht van sponsdieren uit de klasse van de Hexactinellida.

## Soort
- Claviscopulia facunda (Schmidt, 1870)